# 超世紀封神榜
是一部2010年奇幻冒險電影，由路易斯·賴托瑞（Louis Leterrier）執導。電影重拍1981年戴斯蒙·戴維斯（Desmond Davis）執導的《諸神恩仇錄》，改編希臘神話英雄帕修斯大戰梅杜莎和克拉肯救出安朵美達公主的故事。演員山姆·沃辛頓飾演主角英雄帕修斯，連恩·尼遜飾演宙斯，其他演員有雷夫·范恩斯、艾莉克莎·黛沃洛斯等人演出。電影原定2010年3月26日，因臨時轉製為3D電影而延後到4月2日全球同步上映，而香港則搶先於4月1日上映。故事跟原來的帕修斯神話有極大差異。
2012年3月30日，续集《怒戰天神》上映。

## 情節
權力鬥爭促使人民與統治者，及統治者與神之間的對立；但眾神之間的戰爭卻會摧毀整個世界。在人間成長的帕修斯（山姆·沃辛頓飾）要從復仇心重的冥王黑帝斯（雷夫·范恩斯飾）手中拯救自己的家人。帕修斯憑著無懼的勇氣，自薦向冥王宣戰以換取天帝宙斯（連恩·尼遜飾）的神力並解放人間地獄。帕修斯於是帶領著士兵朝著詭異的世界展開冒險之旅。他要戰勝美杜莎和海怪，唯一的方法是接受自己身為神祇的身份，並創造屬於自己的命運

## 演員
- 山姆·沃辛頓 飾 帕修斯
- 連恩·尼遜 飾 宙斯
- 雷夫·范恩斯 飾 黑帝斯
- 艾莉克莎·黛沃洛斯 飾 安德羅美達公主
- 依莎貝拉・米可（英语：Izabella Miko） 飾 雅典娜
- 傑森·佛萊明 飾 亞克里西俄斯（Acrisius）
- 潔瑪·艾特頓 飾 伊俄
- 丹尼·休斯頓 飾 波賽頓[5]
- 塔梅爾·哈桑 飾 阿瑞斯
- 娜塔莉亞·沃迪亞諾娃 飾 蛇髮女妖美杜莎
- 邁茲·米克森 飾 飛龍（Draco），阿哥斯禁衛軍的領導。
- 尼可拉斯·霍特 飾 尤西比斯（Eusebios），阿哥斯禁衛軍之一。
- 連恩·康寧漢 飾 索倫（Solon），阿哥斯禁衛軍之一。
- 勞理·麥坎（英语：Rory McCann） 飾 貝洛（Belo），阿哥斯禁衛軍之一。
- 漢斯·麥瑟遜 飾 艾利克斯（Lxas），阿哥斯禁衛軍之一。
- 彼得·普斯特李威 飾 斯皮羅斯（Spyros），珀尔修斯的養父。
- 伊麗莎白·麥高文 飾 瑪爾瑪拉（Marmara），帕修斯的養母。
- 凱亞·絲柯黛蘭莉歐 飾 派雪特（Peshet)，安德羅美達公主的侍女

## 製作
《諸神恩仇錄》重製新版早於2002年開始發展，由製片亞當·史洛德和編劇約翰·格倫（John Glenn）和特拉維斯·賴特（Travis Wright）著手。新版裡，他們想要減少天神操棋在手的要素概念。2006年製片貝索·伊旺尼克（Basil Iwanyk）接手拍攝企劃，且由舊版電影影迷編劇崔維斯·畢奇漢改寫。編劇勞倫斯·卡斯丹與導演史蒂芬·諾瑞頓于2007年加入團隊。 
但是諾瑞頓始終不確定是否執導該片，因為他認為本片發展仍不夠成熟。
2008年六月，導演路易斯·賴托瑞透過經紀人聯繫諾瑞頓取代導演一職。賴托瑞表示，原版電影《諸神恩仇錄》激發他前作《無敵浩克》高潮戲碼的靈感－大戰擊毀像似神廟廊柱的法庭－及現代超級英雄與希臘神話的比較。 
編劇菲爾·海伊（Phil Hay）和麥特·曼佛迪（Matt Manfredi）再次改編卡斯丹的版本，將電影分級於美國列為PG-13。
賴托瑞尋求雷·哈利豪森的參與，以及《無敵浩克》藝術概念執導亞倫·希姆斯（Aaron Sims），共同製作《超世紀封神榜》。希姆斯考慮許多關於設計梅杜莎一角的特色方案，「她頭髮上的蛇是否都一樣？或讓蛇看起來更像頭髮？剪影與亮面層次作什麼相異？以及她的面容要幾分像人，或者更像蛇女？...我正為此設計著，且人們說：它讓人想起佛地魔，因為沒有鼻子。」
拍攝場景
電影于2009年4月27日開始拍攝，在倫敦城外的謝伯頓製片廠（Shepperton Studios）。同時，取景于英國威爾斯和西班牙的加那利群島，主要場景在群島裡的特內里費島，更明確來說是在世界遺產泰德國家公園。此外，還有在大加那利島的馬斯帕洛馬斯沙丘，以及蘭薩羅特島的蒂曼法亞國家公園。一些空拍鏡頭是冰島和衣索比亞。
七月底在威爾斯的迪諾里奇板岩採石場哈里特洞拍攝火山場景完畢殺青。電影《風雲際會》（Willow）和《快打旋風》亦曾來此採石場取景拍攝。
轉製3D
2010年一月華納兄弟受到《阿凡達》全球賣座影響，決定將電影轉製成3D電影，2D電影轉製成3D比原製3D來得節省預算。但上映3D版本之後，遭受到大量批評，因其短時間由2D轉換為3D，效果奇差。由於三月有迪士尼的《魔境夢遊》和夢工廠的《馴龍高手》兩部3D電影，華納決定檔期延遲一週改至4月2日上映。
2010年4月10日，日本著名漫畫《聖鬥士星矢》的作者車田正美受邀為本片繪製四幅電影宣傳海報（僅用在日本國內宣傳），原來電影導演本人從小就是《聖鬥士星矢》的忠實戲迷，他曾表示：「《超世紀封神榜》作中的眾神所穿著的聖衣（鎧甲），其實是對《聖鬥士星矢》的致敬。」

## 評價
爛番茄網站上對這部電影的新鮮度為28%，在239條專業評論中，67條專業評論贊同，172條專業評論反對，平均分為4.3/10 ，觀眾的評價則是39%，整體評價不佳。

## 外部連結
- （英文）官方網站 （页面存档备份，存于）
- 互联网电影数据库（IMDb）上《超世紀封神榜》的资料（英文）
- AllMovie上《超世紀封神榜》的资料（英文）
- 爛番茄上《超世紀封神榜》的資料（英文）
- Box Office Mojo上《超世紀封神榜》的資料（英文）
- 超世紀封神榜電影場景